# Saul Bass
Saul Bass (Nova Iorque, 8 de maio de 1920 — Los Angeles, 25 de abril de 1996) foi um designer gráfico e cineasta, mais conhecido por seu trabalho de design gráfico no cinema e abertura de filmes, pelo qual é considerado por muitos como um paradigma dessa atividade.
Durante a sua carreira trabalhou com alguns dos maiores cineastas de Hollywood, entre eles Alfred Hitchcock,  Otto Preminger, Stanley Kubrick e Martin Scorsese. Dentre as suas aberturas mais conhecidas estão a animação em papel recortado de um viciado em heroína do filme, dirigido por Otto Preminger, O Homem do Braço de Ouro, os créditos correndo para cima e para baixo em linhas que se tornam uma tomada de um arranha céus no filme Intriga Internacional de Alfred Hitchcock, ou da comédia It's a Mad, Mad, Mad, Mad World de Stanley Kramer.
Foi um profícuo diretor de curta-metragem, sendo premiado com o Oscar de melhor documentário de curta-metragem de 1968 por Why Man Creates.
Saul Bass também é conhecido por projetar a identidade visual da  AT&T, United Airlines, Minolta, Bell e Warner Communications.
Em 8 de maio de 2013, o site Google homenageou Saul Bass com  Google Doodle.